# Djibouti Premier League 2021/22
Die Djibouti Premier League 2021/22 war die 34. Saison der höchsten dschibutischen Spielklasse im Fußball. Es nahmen zehn Mannschaften teil, die je zwei Mal gegeneinander antraten. Die Saison begann am 22. Oktober 2021 und endete am 23. April 2022.
Meister wurde AS Arta/Solar7, die sich den Titel zum insgesamt sechsten Mal und zweiten Mal in Folge sicherten.

## Teilnehmer und ihre Spielstätten
|  | Mannschaften                   | Stadt      | Stadion                                      |
|  | ------------------------------ | ---------- | -------------------------------------------- |
|  | ACS Hayableh/CNSS              | Dschibuti  | Stade National El Hadj Hassan Gouled Aptidon |
|  | Arhiba FC                      | Arhiba     | Stade National El Hadj Hassan Gouled Aptidon |
|  | AS Ali Sabieh/Djibouti Télécom | Ali Sabieh | Stade National El Hadj Hassan Gouled Aptidon |
|  | AS Arta/Solar7                 | Arta       | Stade National El Hadj Hassan Gouled Aptidon |
|  | AS Port                        | Dschibuti  | Stade National El Hadj Hassan Gouled Aptidon |
|  | CF Garde Républicaine/SIAF     | Dschibuti  | Stade National El Hadj Hassan Gouled Aptidon |
|  | CF Gendarmerie Nationale       | Dschibuti  | Stade National El Hadj Hassan Gouled Aptidon |
|  | EAD/PK 12                      | Dschibuti  | Stade National El Hadj Hassan Gouled Aptidon |
|  | FC Dikhil/SGDT                 | Dikhil     | Stade National El Hadj Hassan Gouled Aptidon |
|  | Police Nationale               | Dschibuti  | Stade National El Hadj Hassan Gouled Aptidon |

## Tabelle
| Pl.             | Verein                         | Sp. | S  | U | N  | Tore    | Diff. | Punkte |
| --------------- | ------------------------------ | --- | -- | - | -- | ------- | ----- | ------ |
| 1.              | AS Arta/Solar7 (M, P)          | 18  | 14 | 3 | 1  | 055:120 | +43   | 45     |
| 2.              | AS Port                        | 18  | 10 | 5 | 3  | 039:190 | +20   | 35     |
| 3.              | CF Garde Républicaine/SIAF     | 18  | 10 | 5 | 3  | 029:140 | +15   | 35     |
| 4.              | AS Ali Sabieh/Djibouti Télécom | 18  | 10 | 4 | 4  | 034:180 | +16   | 34     |
| 5.              | CF Gendarmerie Nationale       | 18  | 7  | 6 | 5  | 021:210 | ±0    | 27     |
| 6.              | Police Nationale               | 18  | 7  | 5 | 6  | 024:210 | +3    | 26     |
| 7.              | FC Dikhil/SGDT                 | 18  | 4  | 7 | 7  | 021:230 | −2    | 19     |
| 8.              | ACS Hayableh/CNSS              | 18  | 4  | 2 | 12 | 025:330 | −8    | 14     |
| 9.              | EAD/PK 12 (N)                  | 18  | 3  | 5 | 10 | 011:240 | −13   | 14     |
| 10.             | Arhiba FC (N)                  | 18  | 0  | 0 | 18 | 017:910 | −74   | 0      |
| Stand: Endstand |                                |     |    |   |    |         |       |        |

| (M) | amtierender dschibutischer Meister     |
| (P) | amtierender dschibutischer Pokalsieger |
| (N) | Neuaufsteiger der letzten Saison       |